# 川村義肢
川村義肢株式会社（かわむらぎし、英称：Kawamura Gishi Co., Ltd）とは、日本の大阪府大東市に本社を持つ株式会社である。義肢や装具、車いす、リハビリテーション器具の製造・販売を行っている。代表取締役は川村慶。

## 概要
義肢装具業界のリーディングカンパニーとして、高度な機構と肌に似た質感の人工皮膚を備えた高品質な義肢を製作している。義肢以外にも人工乳房など、人体の欠損部位を補う様々な製品を取り扱っており、オーダーメイドでの製作を行っている。
川村義肢本社には900点以上の自立支援用品を展示したショールーム、義肢や装具を製作するための採型室・装着室・試歩行室、義肢や装具の歴史を紹介した歴史展示室がある。
また人間用の義肢だけでなく、犬やウミガメなどの動物用義肢も可能であれば製作している。可能かどうかは切断位置などによって分かれる。
2020年、第3回「学生に教えたい“働きがいのある企業”大賞」にて、大阪府知事賞を受賞。

## 歴史
昭和21年（1946年）に、川村一人（かずと）が川村義肢製作所として創業した。当時は第二次世界大戦の終結直後であり、元軍人や戦争に巻き込まれた民間人などの中には、手足を失った者も珍しくなかった。そのため、義肢の需要が飛躍的に高まっていた時代であった。当時、川村一人が務めていた土井義肢会社もその需要を満たすべく多忙を極めていたが、川村は会社では冷遇されており、そのため独立して川村義肢製作所を創業した。